# 傑克·福斯特-卡斯基
傑克·福斯特-卡斯基（英語：Jake Forster-Caskey，1994年4月25日—）是英格蘭的一位足球運動員，在場上司職中場。他現在效力於英格蘭足球冠軍聯賽球隊布萊頓足球俱樂部。他也代表英格蘭各級青年隊參加賽事。

## 外部連結
- 足球数据库：傑克·福斯特-卡斯基的球员统计数据

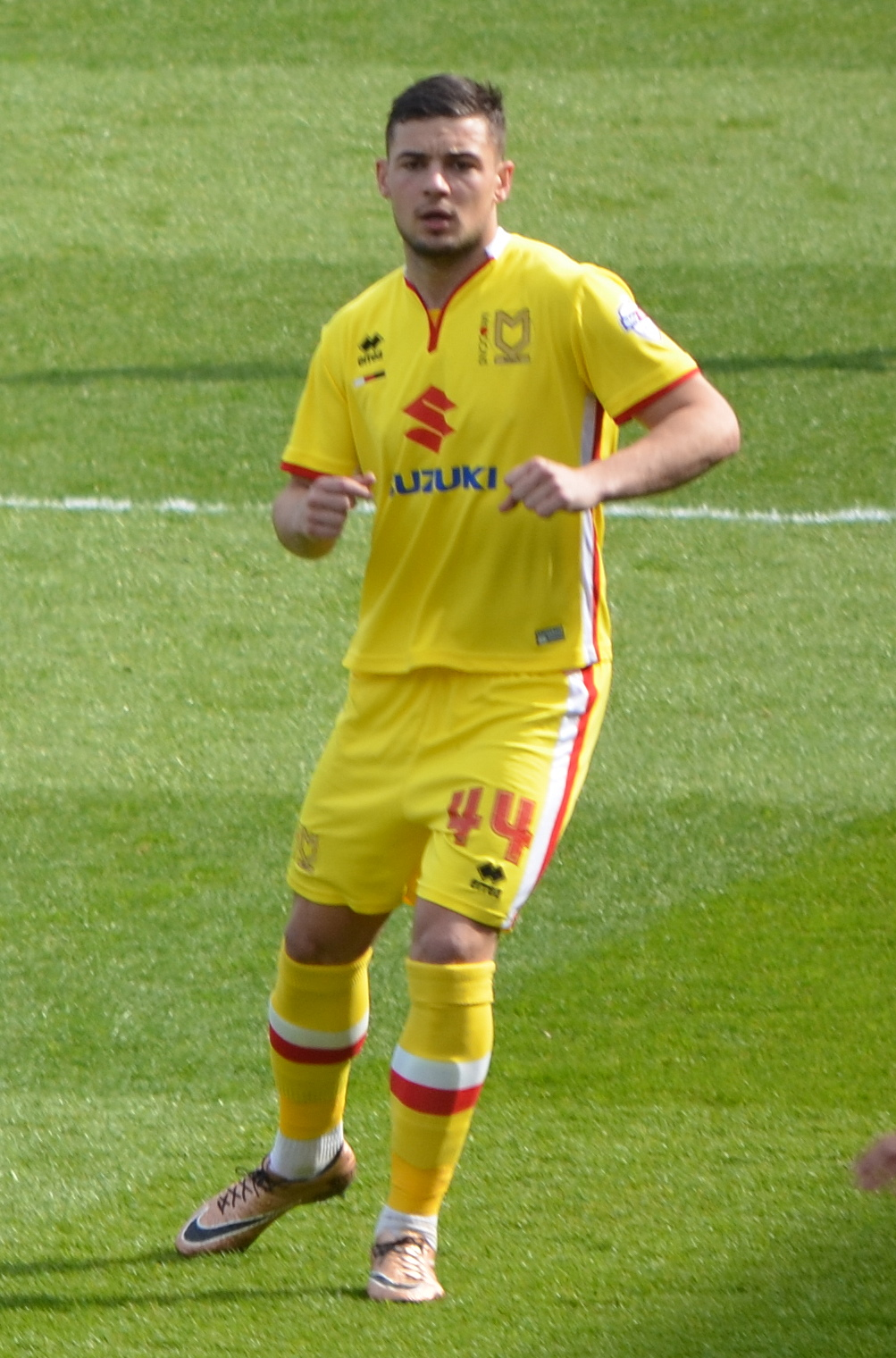
傑克·福斯特-卡斯基

- Jake Forster-Caskey player profile on the Brighton & Hove Albion website
- Jake Forster-Caskey player profile （页面存档备份，存于） on the Football Association website